# Надъярных, Нина Степановна
Ни́на Степа́новна Надъя́рных (14 января 1927, Остёр — 23 октября 2018) — советский и российский литературовед, литературный критик, доктор филологических наук. Заслуженный деятель науки Российской Федерации (1998), член Союза писателей России (1982).

## Биография
Родилась 14 января 1927 года в Остёре. В 1952 году окончила Московский государственный университет, в 1956 — аспирантуру при ИМЛИ, защитив кандидатскую диссертацию «Коцюбинский — новеллист».
С 1956 года — сотрудник ИМЛИ им. А. М. Горького АН СССР (РАН), в 1988—2003 годах — заведующая отделом литератур народов России и СНГ, с 2003 года — главный научный сотрудник.

## Научная деятельность
Н. С. Надъярных — автор девяти книг и многочисленных исследований, статей; один из авторов глав в «Истории советской многонациональной литературы» (тт. 1, 5, 6; 1970—1974), «Истории всемирной литературы» (тт. 6—8; 1991); ответственный редактор первой «Истории литературы Карелии» (тт. 1—3, СПб., 2000—2002), словаря «Литературы народов России. XX век» (М., 2005).
В 1982—1997 годах являлась членом экспертного совета ВАК по филологии и искусствоведению.
Перевела на русский язык произведения М. Коцюбинского.
Н. С. Надъярных подготовлено более 20 кандидатов филологических наук, 7 докторов.

## Основные труды

##### Книги
- Иван Ле. Критико-биографический очерк. — Киев: Радянський письменник, 1967.
- Типологические особенности реализма. Годы первой русской революции. — М.: Наука, 1972.
- Современность в украинской литературе. — М.: Знание, 1972.
- Рожденная историей. — М.: Знание, 1976.
- Литература и духовная жизнь. — М.: Знание, 1979.
- Оружие искристое. — Киев: Дніпро, 1980.
- Ритмы единения. — Киев: Дніпро, 1986.
- Дмитрий Чижевский. Единство смысла. — М.: Наука, 2005.